# ミネソタ州の都市圏の一覧

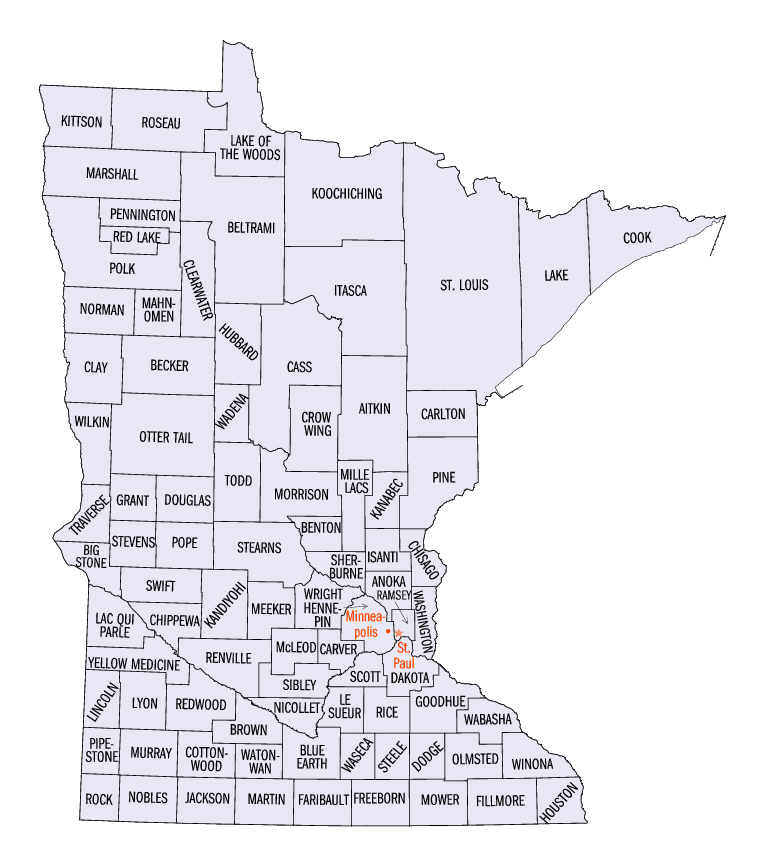
ミネソタ州の87郡を示す地図

本項目はミネソタ州の都市圏の一覧（ミネソタしゅうのとしけんのいちらん）である。
アメリカ合衆国国勢調査局は、ミネソタ州に合同統計地域（CSA/広域都市圏）6ヶ所、大都市統計地域（MSA/都市圏）9ヶ所、および小都市統計地域（μSA/小都市圏）19ヶ所を定義している。下表には、左列より以下の情報を示す。
- 合同統計地域（定義されている場合）の名称
- 合同統計地域の人口
- コアベース統計地域（大都市統計地域および小都市統計地域）の名称
- コアベース統計地域の人口
- 各統計地域に含まれる郡の名称
- 各統計地域に含まれる郡の人口

なお、下表においては、ミネソタ州と他州にまたがる合同統計地域およびコアベース統計地域については、名称と統計地域の総人口を青緑色で、ミネソタ州内の人口を黒色でそれぞれ示す。また、他州のコアベース統計地域および郡については、その名称と人口を緑色でそれぞれ示す。
下表における人口の数値はすべて2020年に行われた国勢調査時のものである。また、合同統計地域、コアベース統計地域（大都市統計地域・小都市統計地域）のいずれも、2023年7月21日時点での定義に従う。
| 合同統計地域                                   | 人口                | コアベース統計地域                               | 人口                | 郡                                 | 人口      |
| ---------------------------------------------- | ------------------- | ------------------------------------------------ | ------------------- | ---------------------------------- | --------- |
| ミネアポリス・セントポール広域都市圏           | 4,078,788 3,943,040 | ミネアポリス・セントポール・ブルーミントン都市圏 | 3,690,261 3,554,513 | ヘネピン郡                         | 1,281,565 |
| ミネアポリス・セントポール広域都市圏           | 4,078,788 3,943,040 | ミネアポリス・セントポール・ブルーミントン都市圏 | 3,690,261 3,554,513 | ラムゼイ郡                         | 552,352   |
| ミネアポリス・セントポール広域都市圏           | 4,078,788 3,943,040 | ミネアポリス・セントポール・ブルーミントン都市圏 | 3,690,261 3,554,513 | ダコタ郡                           | 439,882   |
| ミネアポリス・セントポール広域都市圏           | 4,078,788 3,943,040 | ミネアポリス・セントポール・ブルーミントン都市圏 | 3,690,261 3,554,513 | アノーカ郡                         | 363,887   |
| ミネアポリス・セントポール広域都市圏           | 4,078,788 3,943,040 | ミネアポリス・セントポール・ブルーミントン都市圏 | 3,690,261 3,554,513 | ワシントン郡                       | 267,568   |
| ミネアポリス・セントポール広域都市圏           | 4,078,788 3,943,040 | ミネアポリス・セントポール・ブルーミントン都市圏 | 3,690,261 3,554,513 | スコット郡                         | 150,928   |
| ミネアポリス・セントポール広域都市圏           | 4,078,788 3,943,040 | ミネアポリス・セントポール・ブルーミントン都市圏 | 3,690,261 3,554,513 | ライト郡                           | 141,337   |
| ミネアポリス・セントポール広域都市圏           | 4,078,788 3,943,040 | ミネアポリス・セントポール・ブルーミントン都市圏 | 3,690,261 3,554,513 | カーバー郡                         | 106,922   |
| ミネアポリス・セントポール広域都市圏           | 4,078,788 3,943,040 | ミネアポリス・セントポール・ブルーミントン都市圏 | 3,690,261 3,554,513 | シャーバーン郡                     | 97,183    |
| ミネアポリス・セントポール広域都市圏           | 4,078,788 3,943,040 | ミネアポリス・セントポール・ブルーミントン都市圏 | 3,690,261 3,554,513 | ウィスコンシン州セントクロワ郡     | 93,536    |
| ミネアポリス・セントポール広域都市圏           | 4,078,788 3,943,040 | ミネアポリス・セントポール・ブルーミントン都市圏 | 3,690,261 3,554,513 | シサゴ郡                           | 56,621    |
| ミネアポリス・セントポール広域都市圏           | 4,078,788 3,943,040 | ミネアポリス・セントポール・ブルーミントン都市圏 | 3,690,261 3,554,513 | ウィスコンシン州ピアース郡         | 42,212    |
| ミネアポリス・セントポール広域都市圏           | 4,078,788 3,943,040 | ミネアポリス・セントポール・ブルーミントン都市圏 | 3,690,261 3,554,513 | アイサンティ郡                     | 41,135    |
| ミネアポリス・セントポール広域都市圏           | 4,078,788 3,943,040 | ミネアポリス・セントポール・ブルーミントン都市圏 | 3,690,261 3,554,513 | ルシュール郡                       | 28,674    |
| ミネアポリス・セントポール広域都市圏           | 4,078,788 3,943,040 | ミネアポリス・セントポール・ブルーミントン都市圏 | 3,690,261 3,554,513 | ミルラクス郡                       | 26,459    |
| ミネアポリス・セントポール広域都市圏           | 4,078,788 3,943,040 | セントクラウド都市圏                             | 199,671             | スターンズ郡                       | 158,292   |
| ミネアポリス・セントポール広域都市圏           | 4,078,788 3,943,040 | セントクラウド都市圏                             | 199,671             | ベントン郡                         | 41,379    |
| ミネアポリス・セントポール広域都市圏           | 4,078,788 3,943,040 | フェアリボー・ノースフィールド小都市圏           | 67,097              | ライス郡                           | 67,097    |
| ミネアポリス・セントポール広域都市圏           | 4,078,788 3,943,040 | レッドウィング小都市圏                           | 47,582              | グッドヒュー郡                     | 47,582    |
| ミネアポリス・セントポール広域都市圏           | 4,078,788 3,943,040 | オワットナ小都市圏                               | 37,406              | スティール郡                       | 37,406    |
| ミネアポリス・セントポール広域都市圏           | 4,078,788 3,943,040 | ハッチンソン小都市圏                             | 36,771              | マックロード郡                     | 36,771    |
| ロチェスター・オースティン・ウィノナ広域都市圏 | 316,029             | ロチェスター都市圏                               | 226,329             | オルムステッド郡                   | 162,847   |
| ロチェスター・オースティン・ウィノナ広域都市圏 | 316,029             | ロチェスター都市圏                               | 226,329             | ワバシャ郡                         | 21,387    |
| ロチェスター・オースティン・ウィノナ広域都市圏 | 316,029             | ロチェスター都市圏                               | 226,329             | フィルモア郡                       | 21,228    |
| ロチェスター・オースティン・ウィノナ広域都市圏 | 316,029             | ロチェスター都市圏                               | 226,329             | ドッジ郡                           | 20,867    |
| ロチェスター・オースティン・ウィノナ広域都市圏 | 316,029             | ウィノナ小都市圏                                 | 49,671              | ウィノナ郡                         | 49,671    |
| ロチェスター・オースティン・ウィノナ広域都市圏 | 316,029             | オースティン小都市圏                             | 40,029              | モーア郡                           | 40,029    |
| ダルース・グランドラピッズ広域都市圏           | 325,747 281,452     | ダルース都市圏                                   | 280,733 236,438     | セントルイス郡                     | 200,231   |
| ダルース・グランドラピッズ広域都市圏           | 325,747 281,452     | ダルース都市圏                                   | 280,733 236,438     | ウィスコンシン州ダグラス郡         | 44,295    |
| ダルース・グランドラピッズ広域都市圏           | 325,747 281,452     | ダルース都市圏                                   | 280,733 236,438     | カールトン郡                       | 36,207    |
| ダルース・グランドラピッズ広域都市圏           | 325,747 281,452     | グランドラピッズ小都市圏                         | 45,014              | イタスカ郡                         | 45,014    |
| マンケイト・ニューウルム広域都市圏             | 129,478             | マンケイト都市圏                                 | 103,566             | ブルーアース郡                     | 69,112    |
| マンケイト・ニューウルム広域都市圏             | 129,478             | マンケイト都市圏                                 | 103,566             | ニコレット郡                       | 34,454    |
| マンケイト・ニューウルム広域都市圏             | 129,478             | ニューウルム小都市圏                             | 25,912              | ブラウン郡                         | 25,912    |
|                                                |                     | ブレイナード小都市圏                             | 96,189              | クロウウィング郡                   | 66,123    |
| カス郡                                         | 30,066              | ブレイナード小都市圏                             | 96,189              |                                    |           |
| ファーゴ・ワーペトン広域都市圏                 | 272,878 71,824      | ファーゴ都市圏                                   | 249,843 65,318      | ノースダコタ州カス郡               | 184,525   |
| ファーゴ・ワーペトン広域都市圏                 | 272,878 71,824      | ファーゴ都市圏                                   | 249,843 65,318      | クレイ郡                           | 65,318    |
| ファーゴ・ワーペトン広域都市圏                 | 272,878 71,824      | ワーペトン小都市圏                               | 23,035 6,506        | ノースダコタ州リッチランド郡       | 16,529    |
| ファーゴ・ワーペトン広域都市圏                 | 272,878 71,824      | ワーペトン小都市圏                               | 23,035 6,506        | ウィルキン郡                       | 6,506     |
|                                                |                     | ファーガスフォールズ小都市圏                     | 60,081              | オッターテイル郡                   | 60,081    |
|                                                |                     | ベミジー小都市圏                                 | 46,228              | ベルトラミー郡                     | 46,228    |
|                                                |                     | ウィルマー小都市圏                               | 43,732              | カンディヨーハイ郡                 | 43,732    |
|                                                |                     | アレクサンドリア小都市圏                         | 39,006              | ダグラス郡                         | 39,006    |
|                                                |                     | デトロイトレイクス小都市圏                       | 35,183              | ベッカー郡                         | 35,183    |
|                                                |                     | グランドフォークス都市圏                         | 104,362 31,192      | ノースダコタ州グランドフォークス郡 | 73,170    |
| ポーク郡                                       | 31,192              | グランドフォークス都市圏                         | 104,362 31,192      |                                    |           |
|                                                |                     | アルバートリー小都市圏                           | 30,895              | フリーボーン郡                     | 30,895    |
|                                                |                     | マーシャル小都市圏                               | 25,269              | ライアン郡                         | 25,269    |
|                                                |                     | ワージントン小都市圏                             | 22,290              | ノーブルズ郡                       | 22,290    |
|                                                |                     | フェアモント小都市圏                             | 20,025              | マーティン郡                       | 20,025    |
| ラクロス・オナラスカ・スパルタ都市圏           | 216,615 18,843      | ラクロス・オナラスカ都市圏                       | 170,341 18,843      | ウィスコンシン州ラクロス郡         | 120,784   |
| ラクロス・オナラスカ・スパルタ都市圏           | 216,615 18,843      | ラクロス・オナラスカ都市圏                       | 170,341 18,843      | ウィスコンシン州バーノン郡         | 30,714    |
| ラクロス・オナラスカ・スパルタ都市圏           | 216,615 18,843      | ラクロス・オナラスカ都市圏                       | 170,341 18,843      | ヒューストン郡                     | 18,843    |
| ラクロス・オナラスカ・スパルタ都市圏           | 216,615 18,843      | スパルタ小都市圏                                 | 46,274              | ウィスコンシン州モンロー郡         | 46,274    |
|                                                |                     | スーフォールズ都市圏                             | 286,044 9,704       | サウスダコタ州ミネハハ郡           | 197,214   |
| サウスダコタ州リンカーン郡                     | 65,161              | スーフォールズ都市圏                             | 286,044 9,704       |                                    |           |
| ロック郡                                       | 9,704               | スーフォールズ都市圏                             | 286,044 9,704       |                                    |           |
| サウスダコタ州ターナー郡                       | 8,347               | スーフォールズ都市圏                             | 286,044 9,704       |                                    |           |
| サウスダコタ州マクック郡                       | 5,618               | スーフォールズ都市圏                             | 286,044 9,704       |                                    |           |
| （設定無し）                                   | （設定無し）        | （設定無し）                                     | （設定無し）        | モリソン郡                         | 34,010    |
| （設定無し）                                   | （設定無し）        | （設定無し）                                     | （設定無し）        | パイン郡                           | 28,876    |
| （設定無し）                                   | （設定無し）        | （設定無し）                                     | （設定無し）        | トッド郡                           | 25,262    |
| （設定無し）                                   | （設定無し）        | （設定無し）                                     | （設定無し）        | ミーカー郡                         | 23,400    |
| （設定無し）                                   | （設定無し）        | （設定無し）                                     | （設定無し）        | ハバード郡                         | 21,344    |
| （設定無し）                                   | （設定無し）        | （設定無し）                                     | （設定無し）        | ワセカ郡                           | 18,968    |
| （設定無し）                                   | （設定無し）        | （設定無し）                                     | （設定無し）        | カネイベク郡                       | 16,032    |
| （設定無し）                                   | （設定無し）        | （設定無し）                                     | （設定無し）        | エイキン郡                         | 15,697    |
| （設定無し）                                   | （設定無し）        | （設定無し）                                     | （設定無し）        | レッドウッド郡                     | 15,425    |
| （設定無し）                                   | （設定無し）        | （設定無し）                                     | （設定無し）        | ロゾー郡                           | 15,331    |
| （設定無し）                                   | （設定無し）        | （設定無し）                                     | （設定無し）        | シブリー郡                         | 14,836    |
| （設定無し）                                   | （設定無し）        | （設定無し）                                     | （設定無し）        | レンビル郡                         | 14,723    |
| （設定無し）                                   | （設定無し）        | （設定無し）                                     | （設定無し）        | ワデナ郡                           | 14,065    |
| （設定無し）                                   | （設定無し）        | （設定無し）                                     | （設定無し）        | ペニントン郡                       | 13,992    |
| （設定無し）                                   | （設定無し）        | （設定無し）                                     | （設定無し）        | フェアリボー郡                     | 13,921    |
| （設定無し）                                   | （設定無し）        | （設定無し）                                     | （設定無し）        | チッペワ郡                         | 12,598    |
| （設定無し）                                   | （設定無し）        | （設定無し）                                     | （設定無し）        | クーチチング郡                     | 12,062    |
| （設定無し）                                   | （設定無し）        | （設定無し）                                     | （設定無し）        | コットンウッド郡                   | 11,517    |
| （設定無し）                                   | （設定無し）        | （設定無し）                                     | （設定無し）        | ポープ郡                           | 11,308    |
| （設定無し）                                   | （設定無し）        | （設定無し）                                     | （設定無し）        | ワトンワン郡                       | 11,253    |
| （設定無し）                                   | （設定無し）        | （設定無し）                                     | （設定無し）        | レイク郡                           | 10,905    |
| （設定無し）                                   | （設定無し）        | （設定無し）                                     | （設定無し）        | ジャクソン郡                       | 9,989     |
| （設定無し）                                   | （設定無し）        | （設定無し）                                     | （設定無し）        | スウィフト郡                       | 9,838     |
| （設定無し）                                   | （設定無し）        | （設定無し）                                     | （設定無し）        | スティーブンズ郡                   | 9,671     |
| （設定無し）                                   | （設定無し）        | （設定無し）                                     | （設定無し）        | イエローメディスン郡               | 9,528     |
| （設定無し）                                   | （設定無し）        | （設定無し）                                     | （設定無し）        | パイプストーン郡                   | 9,424     |
| （設定無し）                                   | （設定無し）        | （設定無し）                                     | （設定無し）        | マーシャル郡                       | 9,040     |
| （設定無し）                                   | （設定無し）        | （設定無し）                                     | （設定無し）        | クリアウォーター郡                 | 8,524     |
| （設定無し）                                   | （設定無し）        | （設定無し）                                     | （設定無し）        | マレー郡                           | 8,179     |
| （設定無し）                                   | （設定無し）        | （設定無し）                                     | （設定無し）        | ラクキパール郡                     | 6,719     |
| （設定無し）                                   | （設定無し）        | （設定無し）                                     | （設定無し）        | ノーマン郡                         | 6,441     |
| （設定無し）                                   | （設定無し）        | （設定無し）                                     | （設定無し）        | グラント郡                         | 6,074     |
| （設定無し）                                   | （設定無し）        | （設定無し）                                     | （設定無し）        | リンカーン郡                       | 5,896     |
| （設定無し）                                   | （設定無し）        | （設定無し）                                     | （設定無し）        | クック郡                           | 5,600     |
| （設定無し）                                   | （設定無し）        | （設定無し）                                     | （設定無し）        | マノウメン郡                       | 5,411     |
| （設定無し）                                   | （設定無し）        | （設定無し）                                     | （設定無し）        | ビッグストーン郡                   | 5,166     |
| （設定無し）                                   | （設定無し）        | （設定無し）                                     | （設定無し）        | キットソン郡                       | 4,207     |
| （設定無し）                                   | （設定無し）        | （設定無し）                                     | （設定無し）        | レッドレイク郡                     | 3,935     |
| （設定無し）                                   | （設定無し）        | （設定無し）                                     | （設定無し）        | レイクオブザウッズ郡               | 3,763     |
| （設定無し）                                   | （設定無し）        | （設定無し）                                     | （設定無し）        | トラバース郡                       | 3,360     |

## 註
1. ↑  QuickFacts. U.S. Census Bureau. 2020年.
2. ↑  OMB Bulletin No. 23-01, Revised Delineations of Metropolitan Statistical Areas, Micropolitan Statistical Areas, and Combined Statistical Areas, and Guidance on Uses of the Delineations of These Areas. Office of Management and Budget. 2023年7月21日.